# Songs For Saxophone - Supreme Collection
Songs For Saxophone - Supreme Collection er et opsamlingsalbum fra det dansk pop-rockorkester Moonjam. Det blev udgivet i 2002.

## Spor
1. "Salsa Olympia" - 3:59
2. "Beleza" - 5:15
3. "Adagio" - 4:57
4. "The traveller" - 5:41
5. "Shades" - 3:53
6. "What can I do now" - 4:25
7. "Why" - 4:38
8. "Hey babe" - 4:03
9. "Lullaby" - 3:44
10. "Saxophonesong" - 5:02
11. "Astral" - 4:25
12. "Catwalk" - 3:48
13. "Holding On" - 5:11
14. "Sweetwater" - 3:49
15. "Emil" - 3:32
16. "Sarai (Main Theme From The Musical Sarai)" - 3:41